# Ḩoseynīyeh
Ḩoseynīyeh (persiska: حسینیّه) är en ort i Iran.   Den ligger i provinsen Khuzestan, i den västra delen av landet, 400 km sydväst om huvudstaden Teheran. Ḩoseynīyeh ligger 401 meter över havet och antalet invånare är 1 863.
Terrängen runt Ḩoseynīyeh är kuperad åt nordost, men åt sydväst är den platt.Runt Ḩoseynīyeh är det ganska tätbefolkat, med 72 invånare per kvadratkilometer. Ḩoseynīyeh är det största samhället i trakten. Omgivningarna runt Ḩoseynīyeh är i huvudsak ett öppet busklandskap.